# Брест Арена
Брест Арена — французский многоцелевой крытый дворец спорта, расположенный в г. Бресте (Франция). Является игровой ареной гандбольного клуба «Брест Британи». Домашняя арена чемпионата мира по мужскому гандболу 2017 и чемпионата Европы по женскому гандболу 2018. В основном используется для спортивных мероприятий и концертов.

## Общая информация
Арена является одной из восьми мест для чемпионата мира по гандболу 2017 года во Франции. Здесь проводились все игры Кубка Президента. Кроме того, проходили чемпионаты по настольному теннису в 2016 году. В декабре 2018 года арена также станет одним из мест проведения чемпионата Европы по женскому гандболу 2018.

## Крупные спортивные мероприятия
- 2017 — Чемпионат мира по гандболу среди мужчин 2017 года;
- 2018 — Чемпионат Европы по гандболу среди женщин 2018 года.